# میرکا مورا
میرکا مادلین مورا (18 مارس 1928 - 27 اوت 2018) یک هنرمند تجسمی و فرهنگی استرالیایی متولد فرانسه بود که سهم قابل توجهی در توسعه هنر معاصر استرالیا داشت. هنرهای او شامل طراحی، نقاشی، مجسمه‌سازی و معرق‌کاری بود.
میرکا مورا در ۱۸ مارس ۱۹۲۸ در پاریس به دنیا آمد. پدر او در سال ۱۹۴۲ در جریان به‌صف‌کشی ول دیو دستگیر شد. خانواده او از سال ۱۹۴۲ تا ۱۹۴۵ با پنهان شدن در جنگل‌های فرانسه از دستگیری و تبعید فرار کردند. پس از جنگ، میرکا ۱۷ ساله با یک مبارز مقاومت دوران جنگ، ژرژ مورا در پاریس ملاقات کرد. آنها در سال ۱۹۴۷ ازدواج کردند.

## انتشارات
- Harding, Lesley; Morgan, Kendrah (2018), Mirka & Georges: A Culinary Affair, Miegunyah Press, ISBN 978-0-522-87220-0
- Mora, Mirka; Carter, Earl (2003), Love and clutter, Viking, ISBN 978-0-670-04064-3[۳]
- Mora, Mirka (2000), Wicked but virtuous: my life, Penguin, ISBN 978-0-670-88039-3[۴]
- Mora, Mirka; Delany, Max; White, Murray (Murray F.); Museum of Modern Art at Heide (1999), Mirka Mora: where angels fear to tread: 50 years of art 1948–1998, Museum of Modern Art at Heide, ISBN 978-0-947104-53-5
- Zavod, Christine; Mora, Mirka (1996), From angels with love, Lothian, ISBN 978-0-85091-793-2
- Mora, Mirka (1987), Mirka Mora: works 1957–1987, William Mora Galleries
- Beier, Ulli; Cox, Paul, 1940–2016 (1980), Mirka, Macmillan, ISBN 978-0-333-29932-6{{citation}}:  نگهداری یادکرد:نام‌های متعدد:فهرست نویسندگان (link)[۵][۶]
- Mora, Mirka; Cantrill, Corinne; Cantrill, Arthur (1970), Mirka's colouring book number one (First ed.), Courtin/Fevola Publishing